# 薄衣バイパス
薄衣バイパス（うすぎぬバイパス）は、岩手県一関市を通る国道284号のバイパス道路。

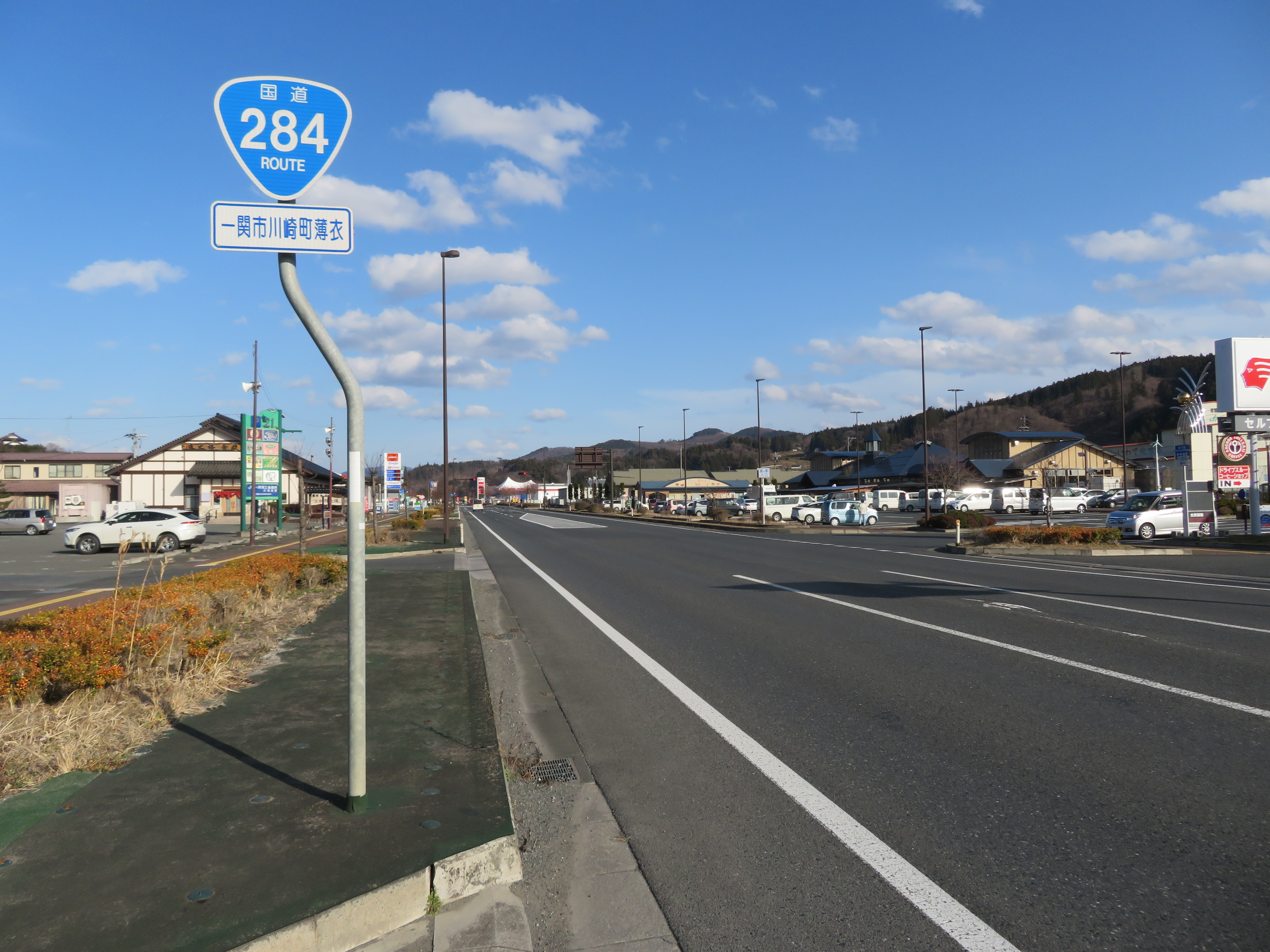
岩手県一関市川崎町薄衣付近

## 概要

### 概説
かつての東磐井郡川崎村（現・一関市川崎町）から一関市にかけての幅員狭小箇所解消のために建設された全長3.4km、片側1車線のバイパスである。「川崎村まちなみ再生事業」と歩調を合わせ、2002年度から順次開通。またバイパス道路の途中には特産品の販売をはじめ地域交流を促進する場として、道の駅かわさきも開設された。
主要土木構造物となる北上川架設の北上大橋については、1938年に築造された北上大橋旧橋（L=204m）が老朽化の進行や5mと狭小幅員のため大型車等の通行に支障をきたしていた事、また架設位置の地理的要因から度々洪水の被害に遭うなどした事から、約150m下流に架け替えられたものである。デザインについては旧橋の外観を踏襲し、3径間連続ブレースドリブ・バランスド・タイドアーチ橋とし、橋長は旧橋の2倍以上となる482mで、中央部支間長208mは同形式では国内最長に。同橋は2003年度の土木学会田中賞を受賞した。
2003年4月22日に新しい北上大橋が開通したのに合わせてバイパス全線が開通し、接続する県道薄衣舞川線および県道東和薄衣線とは平面交差から立体交差に変更されている。

### 路線データ
- 起点：一関市川崎町薄衣字須崎（ファミリーマート川崎薄衣店前）
- 終点：一関市弥栄字谷起（岩手県道・宮城県道48号弥栄金成線・岩手県道239号白崖弥栄線交点）
- 道路延長：L=3.4km